# 维生素B6
维生素B6又名抗皮炎维生素、吡哆素（包括吡哆醇、吡哆醛和吡哆胺），是B族维生素的一种，屬必需维生素，由六种可以互相转化的维生素异构体构成，与氨基酸代谢密切关系，是氨基酸脱羧酶与转氨酶等的辅酶。
吡哆素的结构均为吡啶衍生物，其中常見的化學型態是吡哆醇；体内活性形式则是磷酸吡哆醛与磷酸吡哆胺，前者生物活性最高，且在氨基酸、葡萄糖和脂类代谢中的超过140种酶反应中充当辅酶。
植物会自己合成吡哆醇来抵御阳光中的紫外线B和合成叶绿素，动物不能合成维生素B6，因此需要吃植物或者其它动物来得到维生素B6；虽然肠道细菌会产生一些维生素B6，但这不足以满足动物需求。维生素B6在人类食物中分布很广，但其为一种水溶性维生素，且在烹饪过程中易损失。对于成年人，维生素B6的推荐膳食摄入量为每天1.0至2.0毫克，而安全上限为每天25至100毫克。牛肉、猪肉、家禽和鱼是维生素B6很好的来源，而乳制品、鸡蛋、软体动物和甲壳类动物也含有维生素B6，但含量较低。植物性食物中也含有足够的维生素B6，因此素食主义者或纯素食主义者不会面临缺乏维生素B6的风险。
维生素B6缺乏症很罕见，常见的症状包括嘴巴和眼睛的红疹和发炎、嗜睡以及影响手脚的感觉和运动神经的周围神经病变；此外，尚有皮炎、痉挛、贫血等。单纯的维生素B6缺乏症在人类极少见。除了饮食不足外，维生素B6缺乏症还可能因反营养物质而产生。一些罕见的遗传病可引发婴儿缺乏维生素B6而癫痫发作。这些症状都可以用磷酸吡哆醛治疗。

## 定义
维生素B6属于水溶性维生素，它其实是一组六种化学上相关的化合物（维生素异构体），它们都含有吡啶环。
这六种化合物分别是：吡哆醇（PN）、吡哆醛（PL）、吡哆胺（PM），以及與它们对应的磷酸化衍生物：磷酸吡哆醇（PNP）、磷酸吡哆醛（PLP）和磷酸吡哆胺（PMP）。其中，磷酸吡哆醛（PLP）的生物活性最高，但其它的异构体也可以转化成磷酸吡哆醛。维生素B6在超过140个细胞反应中用作辅因子，这些反应大多和氨基酸生物合成与分解代谢相关，但脂肪酸生物合成和其它生理功能也涉及到了维生素B6。

吡哆醇（PN）
吡哆醛（PL）
吡哆胺（PM）

### 形式
维生素B6补充剂里通常是最稳定的吡哆醇盐酸盐。吸收的吡哆醇（PN）会被吡哆醛激酶转化成磷酸吡哆胺（PMP），然后PMP被吡哆胺-磷酸盐转氨酶或磷酸吡哆醇氧化酶转化成磷酸吡哆醛（PLP），而后者可以催化磷酸吡哆醇（PNP）转化成PLP的反应。PLP会被分解代谢成吡哆酸，然后通过尿液排出体外。

## 合成

### 生物合成
目前已发现两种磷酸吡哆醛的生物合成途径，一种需要脱氧木酮糖-5-磷酸（DXP），而另一种则不需要。这两种合成途径都分别在大肠杆菌和枯草杆菌中得到广泛研究。尽管起始化合物和所需步骤数不同，但这两种途径具有许多共同点。需要DXP的合成方法如下：

### 工业合成
工业合成磷酸吡哆醛的起始化合物是丙氨酸。丙氨酸会先被甲酰化和脱水形成噁唑，而噁唑会经过Diels-Alder反应转化为吡哆醇，整个过程称为噁唑法。反应产生的吡哆醇会被转化成稳定的盐酸盐用于膳食补充剂和营养强化。今天工业上主要使用噁唑法，但也有人研究探索在噁唑法中使用毒性和危险性较低的试剂的方法。发酵细菌生物合成方法也在探索中，但合成规模尚未扩大到工业生产。

## 功能
PLP参与多种营养素代谢、神经递质和组胺的合成、血红蛋白的合成和活动以及基因表达。PLP是许多反应的辅酶（辅因子），例如脱羧反应、转氨基反应、外消旋化、消除反应和置换反应。

### 氨基酸代谢
转氨酶以PLP作为辅因子来分解氨基酸，这些酶的适当活性对于将氨基从一氨基酸轉移至另一酮酸上的过程至关重要。PLP会与酶中的赖氨酸结合，然后通过形成希夫碱和氨基酸结合。这个过程会解离氨基酸中的氨基并放出一个酮酸分子，然后把这个氨基移动到另一个酮酸中，形成新的氨基酸。色氨酸转化成烟酸的反应也需要PLP，所以缺少维生素B6时这个反应就不能正常发生。

### 神经递质
PLP是五种重要的神经递质——血清素、多巴胺、肾上腺素、去甲肾上腺素和γ-氨基丁酸的生物合成的辅因子。

### 葡萄糖代谢
PLP是糖原磷酸化酶的辅酶，而糖原分解则需要后者才能发生。糖原是碳水化合物的储存形式，主要存在于肌肉、肝脏和大脑中。它的分解会产生可以产生能量的葡萄糖。此外，PLP也能催化糖异生（葡萄糖的生物合成）。

### 脂质代谢
PLP是促进鞘脂生物合成的酶的重要组成部分。神经酰胺的合成需要PLP。在这个反应中，丝氨酸会脱羧并和软脂酰辅酶A结合成沙芬戈，之后和酰基辅酶A反应生成二氢神经酰胺，最后被二氢神经酰胺去饱和酶还原成神经酰胺。鞘脂的分解也需要维生素B6。

### 血红蛋白的合成和活动
PLP是氨基乙酰丙酸合成酶的辅酶，可以帮助合成血红蛋白。它还与血红蛋白上的两个位点结合以增强血红蛋白和氧气结合的能力。

### 基因表达
PLP与增加或减少某些基因的表达有关。细胞内的维生素B6含量增加会使糖皮质激素的转录减少，而缺少维生素B6则会增加白蛋白mRNA的基因表达。PLP还会与各种转录因子相互作用影响糖蛋白IIb的表达，抑制血小板的聚集。

### 在植物中的功能
阳光中的紫外线B可以刺激植物生长，但大量的紫外线B会增加对组织有害的活性氧类的产生，而植物会通过合成维生素B6来抵御阳光。对拟南芥的实验表明暴露于紫外线B下可以促进吡哆醇的合成，但在突变品种中吡哆醇的生物合成不能被诱导，因此它的活性氧类水平、脂质过氧化和与组织损伤相关的细胞蛋白均升高。叶绿素的生物合成和氨基乙酰丙酸合成酶相关，而氨基乙酰丙酸合成酶需要PLP来使琥珀酰辅酶A和甘氨酸化合生成叶绿素的前体氨基乙酰丙酸。此外，合成维生素B6能力严重受限的植物突变体会使根的生长受阻碍，这是因为如生长素的植物激素的合成需要这种维生素作为辅因子。

## 医药用途
异烟肼可用于治疗肺结核，但会有手脚麻木的副作用，而用维生素B6协同治疗可以减轻麻木。
过量使用银杏种子会因为其中过量的银杏毒素消耗掉维生素B6而导致呕吐和全身抽搐，而这种中毒可以用维生素B6治疗。

## 饮食建议
美国国家医学院在1998年更新了许多维生素的参考膳食摄入量。维生素B6的推荐膳食摄入量（RDA）是女人每天1.2-1.5毫克、男人每天1.3-1.7毫克、孕妇每天1.9毫克、哺乳期妇女每天2.0毫克。对于年龄在1-13岁的儿童，他们的RDA会随着年龄从每天0.5毫克增加到每天1.0毫克。维生素B6对成年人的可耐受最高摄入量（UL）是每天100毫克。
欧洲食品安全局（EFSA）对维生素B6的推荐摄入量有不同的值。对于年龄超过15岁的女人和男人，他们的推荐摄入量分别是每天1.6和1.7毫克。孕妇的推荐摄入量是每天1.8毫克，而哺乳期妇女则是每天1.7毫克。对于1–14岁的儿童，他们的推荐摄入量会随着年龄从每天0.6毫克增加到每天1.4毫克。EFSA也把维生素B6的UL设为每天25毫克。
厚生劳动省在2015年更新了其维生素和矿物质的推荐摄入量。女人和男人的RDA分别是每天1.2和1.4毫克，孕妇是1.4毫克，哺乳期妇女则是1.5毫克。对于1–17岁的儿童，他们的RDA会随着年龄从每天0.5毫克增加到每天1.5毫克。女人和男人的UL分别是每天40–45和50–60毫克，对于超过70岁的人这个值会变低。

### 安全
维生素B6膳食补充剂的副作用已被证明。虽然它是以尿液排出的水溶性维生素，但长期服用超过可耐受最高摄入量的吡哆醇会导致疼痛并最终导致不可逆的神经问题。维生素B6中毒的主要症状是四肢疼痛和麻木，严重的话还会使运动速度减慢、F波和下肢感觉延迟延长，造成行走困难。感官神经病变通常在每天服用超过1000毫克的吡哆醇时会出现，但中毒可能会在更少的剂量下出现，因此每天摄入超过200毫克被认为不安全。试验确定维生素B6的无可见不良反应剂量是每天200毫克，而这个值被除于二来避免对维生素很敏感的人中毒，便得出了成年人每天100毫克的UL。

### 标签
在食品和膳食补充剂标签中，其中营养成分的量以每日摄入量的百分比显示。维生素B6在标签中的每日摄入量是2.0毫克，但在2016年5月27日时则为了和成年人的RDA一样而更新成1.7毫克。

### 营养强化
直到2019年，十四个国家用维生素B6（以盐酸吡哆醇的形式）对小麦粉、玉米粉或大米营养强化。这些国家大多来自非洲的东南部或中美地区。它们增加的维生素B6含量为每公斤食物3.0至6.5毫克。包括印度在内的其它国家则有一个自愿的营养强化计划，印度就在每公斤食物中增加2.0毫克的维生素B6。

### 膳食补充剂
在美国，复合维生素补充剂中通常含有2-4毫克的维生素B6，但一些补充剂中则有多达25毫克的维生素B6。许多美国膳食补充剂公司也会出售只含有维生素B6的补充剂，其中的含量可达100毫克。

## 吸收、代谢和排泄
维生素B6会通过被动运输被小肠的空肠吸收。磷酸化的维生素B6会先被碱性磷酸酶去磷酸化，然后被肝脏吸收。这些去磷酸化的维生素B6会被磷酸化成PLP、PNP和PMP，而后两者之后转化为PLP。在肝脏中，PLP会和蛋白质（特别是白蛋白）结合，然后释放到血浆中。身体储存的维生素B6主要在肌肉中，少部分在肝脏里，含量估计为61-167毫克。
酶会把PLP用作磷酸盐供体辅因子，然后通过补救途径重新合成PLP。这些补救途径如果发生先天错误，就会导致细胞中的PLP含量不足，因而导致婴儿癫痫发作。
维生素B6代谢的最终产物是吡哆酸，尿中一半的维生素B6都以吡哆酸存在。吡哆酸是由肝脏中的醛氧化酶氧化吡哆醛而成的。在补充维生素B6的1–2个星期后，它们的排泄量会增加，而停止补充维生素B6后排泄量迅速减少。尿中也含有吡哆醛、吡哆胺和吡哆醇，以及它们的磷酸化衍生物。口服大量的吡哆醇后，维生素B6的其它形式的含量也会一起上升。粪便中含有少量的维生素B6，可能是由大肠微生物群合成的。

## 缺乏

### 症状
缺乏维生素B6会导致脂溢性皮炎、带有口腔溃疡的舌炎、口角炎、结膜炎、擦疹、昏睡、神经错乱、不能合成鞘氨醇导致的神经病变和不能合成血基质导致的小细胞性贫血。
维生素B6缺乏症较轻的病例源自于PLP活性不足相关的代谢疾病，其中最突出的病变是色氨酸至烟酸的转化受损，这可以根据口服色氨酸后尿中黄尿酸的量来检测。维生素B6缺乏症也会导致蛋氨酸转硫化成半胱氨酸的反应受损。依赖于PLP的转氨酶和糖原磷酸化酶需要维生素B6才能参与糖异生，所以缺少维生素B6也会导致葡萄糖耐量减少。

### 诊断
由于症状较轻的案例并没有显示出症状，所以维生素B6含量状态的评估至关重要。有三种方法最常用于测量维生素B6含量，分别是测量血浆中的PLP浓度、测量红细胞中的天冬氨酸氨基转移酶的活化系数和测量尿液中吡哆酸的含量。在这些方法中，测量血浆PLP浓度可以反映组织中的维生素B6储存量，因此是最好的方法。当血浆的PLP浓度低于10 nmol/l时，就代表患有维生素B6缺乏症。尿液中吡哆酸的含量也是维生素B6缺乏症的指标，一天低于3.0 mmol就代表缺乏维生素B6。其它测量方法包括紫外-可见分光光度法、荧光光谱法、质谱法、薄层和高效液相色谱法、电泳法、电化学法和酶法也在发展中。
就算是在发展中国家中，维生素B6缺乏症的症状很罕见。在1952和1953年的美国，有一些喂食缺乏吡哆醇的配方奶的婴儿得了维生素B6缺乏症。

### 原因
只缺乏维生素B6并不常见，通常与缺乏其它维生素B相关。有证据表明患有1型糖尿病、全身发炎、肝病、类风湿性关节炎和HIV的患者的维生素B6含量会减少。口服避孕药和使用某些抗癫痫药、异烟肼、环丝霉素、青霉胺和氢羟肾上腺皮质素治疗也会使维生素B6的含量降低。洗肾也会降低血浆中维生素B6的含量。

#### 基因缺陷
涉及维生素B6代谢（ALDH7A1缺乏症、磷酸吡哆胺氧化酶缺乏症、缺乏和PLP结合的蛋白质、II型高脯氨酸血症和低磷酸酯脢症）的基因缺陷会使婴儿因为缺乏维生素B6而癫痫发作。这些疾病都可以用磷酸吡哆醛治疗。

## 历史
1934年，匈牙利医生保罗·捷尔吉发现了可以治疗大鼠皮肤疾病的物质，并把这种物质命名为维生素B6。1938年，里夏德·库恩因为他对类胡萝卜素和维生素（特别是B2和B6）的研究而获得诺贝尔化学奖。同年，塞缪尔·列普科夫斯基从米糠中分离出了维生素B6。次年，斯坦顿·哈里斯和卡尔·弗尔克斯确定了吡哆醇的结构并成功合成了它。1942年，埃斯蒙德·艾默生·斯内尔表征了吡哆醇对应的胺吡哆胺和对应的醛吡哆醛，更进一步的研究显示吡哆醇、吡哆胺和吡哆醛在动物中的活性基本相同，并且它们的维生素活性归功于生物体将它们转化为活性形式磷酸吡哆醛的能力.
根据IUPAC-IUB在1973年的建议，维生素B6是所有表现出吡哆醇的生物活性的2-甲基-3-羟基-5-羟甲基吡啶衍生物。

## 研究
观察研究表明，较高的维生素B6摄入量与所有癌症之间存在负相关，其中胃肠道癌症的相关性最多。不过，来自随机对照试验的证据并不支持维生素B6有保护作用。他们指出高维生素B6摄入量可能是其它微量营养素摄入量增加的指标。一项报告肺癌风险的综述和两项观察试验报告称与没有肺癌的人相比，肺癌患者的血清中的维生素B6含量较低，但没有纳入任何干预。
根据一项队列研究，长期通过补充剂摄入每天超过20毫克（成年男性推荐膳食摄入量的十倍以上）的维生素B6会增加肺癌的风险，而吸烟进一步增加了这种风险。不过，最近对该研究的评论表明补充维生素B6与肺癌风险增加之间的因果关系尚未得到证实。
维生素B6状态异常与白血病有关，急性淋巴性白血病(ALL)和急性骨髓性白血病(AML)患者的血浆磷酸吡哆醛水平较低。在急性骨髓性白血病中发现维生素 B6成瘾，吡哆醛激酶和磷酸吡哆醛支持白血病中的核苷酸和腐胺的产生，从而支持白血病细胞的生长。吡哆醛激酶和磷酸吡哆醛还通过调节一碳代谢来支持胰腺癌(PDAC)癌症的生长。靶向吡哆醛激酶代表了一种潜在的治疗方法。
一项荟萃分析报告说膳食维生素B6摄入量增加0.5毫克，冠心病的风险就会变低。在对观察和干预试验的回顾中，维生素B6较高并没有显示出对认知和痴呆风险有任何显着益处。低膳食维生素B6与女性抑郁的风险有较高相关，但与男性无关。在审查治疗试验时，没有报告对抑郁有意义的治疗效果，但对绝经前的女性的一部分试验表明治疗有益。对患有泛自闭症障碍（ASD）的儿童的几项试验结果表明用高剂量维生素B6和镁治疗并没有对ASD产生治疗效果。